# Pailou (socken i Kina, Hebei)
Pailou (kinesiska: 牌楼乡, 牌楼) är en socken i Kina. Den ligger i provinsen Hebei, i den norra delen av landet, omkring 240 kilometer norr om huvudstaden Peking. Antalet invånare är 6 390. Befolkningen består av 3 200 kvinnor och 3 190 män. Barn under 15 år utgör 20,0 %, vuxna 15-64 år 67 %, och äldre över 65 år 11,0 %.
Genomsnittlig årsnederbörd är 634 millimeter. Den regnigaste månaden är juni, med i genomsnitt 173 mm nederbörd, och den torraste är januari, med 2 mm nederbörd.